# Agnes von Kurowsky

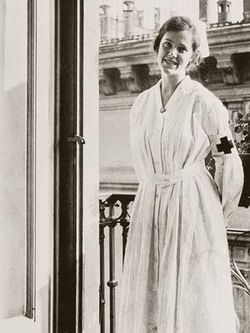
Agnes w Mediolanie w 1918

Agnes von Kurowsky Stanfield (ur. 5 stycznia 1892 w Germantown, Filadelfia, Pensylwania, zm. 25 września 1984) – amerykańska pielęgniarka, przypuszczalnie pierwowzór postaci Catherine Barkley w powieści Ernesta Hemingwaya Pożegnanie z bronią.
Agnes służyła jako pielęgniarka w szpitalu amerykańskiego Czerwonego Krzyża w Mediolanie podczas I wojny światowej. Jednym z jej pacjentów był Ernest Hemingway, który zakochał się w Agnes. Po wojnie, gdy pisarz powrócił do Stanów Zjednoczonych, oczekiwał, iż ukochana dołączy do niego, by mogli się pobrać. Jednak niedługo potem otrzymał list, w którym zawiadamiała go o końcu ich związku. Pomimo iż Agnes ostatecznie również wróciła do kraju, nigdy ponownie się nie spotkali.
Hemingway wykorzystał swoje doświadczenia z Włoch, jako kanwę dziesięciu swoich opowiadań. Postacie wzorowane osobą Agnes von Kurowsky pojawiają się w opowiadaniach A Very Short Story oraz Śniegi Kilimandżaro, jak również w powieści Pożegnanie z bronią.
Koleje ich miłości zostały ukazane w filmie Miłość i wojna z 1996.

## Pochodzenie
Rodzice Agnes poznali się w czasie, gdy jej ojciec (Niemiec z pochodzenia) nauczał języków obcych w Berlitz School w Waszyngtonie. Pomimo iż w dzieciństwie rodzina wielokrotnie zmieniała miejsce zamieszkania, Agnes uważała Waszyngton za swoje rodzinne miasto. Uczęszczała do Fairmont Seminary oraz na program szkoleniowy bibliotek publicznych w Waszyngtonie. Pierwszą pracę otrzymała w 1910 jako katalogistka w miejscowej bibliotece. W 1914 postanowiła porzucić bibliotekarstwo, by rozpocząć naukę w szkole pielęgniarskiej. Według jej słów „[Biblioteka] była zbyt powolna i spokojna. Mój duch szukał czegoś bardziej ekscytującego”,
Agnes uczęszczała na Bellevue Nurses Training Program w Nowym Jorku, który ukończyła w 1917. Starała się o służbę w amerykańskim Czerwonym Krzyżu, a 15 czerwca 1918 popłynęła do Europy. Pierwszym przydziałem był szpital wojskowy Treviso w Mediolanie, w którym to właśnie spotkała Hemingwaya. W 1919 listownie zerwała z nim związek, podczas jego pobytu w Stanach Zjednoczonych.
Jednym z jej wujów był znany chicagowski architekt William Holabird, zaś dziadkiem ze strony matki gen. Samuel Beckley Holabird, który służył jako Quartermaster w armii Stanów Zjednoczonych.
Osoba Agnes jako pierwowzór fikcyjnej postaci nie była szerzej znana dopóki brat pisarza, Leicester Hemingway, nie opublikował w 1961 biografii Ernesta. Leicester Hemingway spotkał się z Agnes w Key West w okresie zbierania materiałów do książki. Agnes podarowała mu kilka fotografii z własnego albumu, które teraz znajdują się w posiadaniu Fundacji Hemingwaya.

## Życie i śmierć
Agnes dwa razy wychodziła za mąż. Jej pierwszym mężem był Howard Preston („Pete”) Garner, którego poślubiła 24 listopada 1928, gdy stacjonowała z Czerwonym Krzyżem na Haiti. Kiedy misja dobiegła końca, uzyskała szybki rozwód. Drugim mężem został William Stanfield w 1934. Był on kierownikiem hotelu i wdowcem z trójką dzieci.
W czasie II wojny światowej zarówno jej mąż, jak i przybrany syn służyli w marynarce. Agnes wraz z dwiema pasierbicami wyjechała do Nowego Jorku, gdzie pracowała w banku krwi Czerwonego Krzyża przy Piątej Alei. Pozostała żoną Stanfielda aż do swej śmierci w 1984, zmarła w wieku 92 lat.
Agnes pochowana jest na waszyngtońskim cmentarzu wojskowym (The United States Soldiers’ and Airmen’s Home National Cemetery).
Została uhonorowana w ten sposób za „jej dzielną i godną pochwały służbę” w amerykańskim Czerwonym Krzyżu podczas I wojny światowej.